# Constantin Trohonel-Purcel
Cită Trohonel-Purcel (n. 3 decembrie 1933, satul Ceauru, comuna Bălești, județul Gorj) este un cunoscut violonist și solist vocal din Gorj. 

## Biografie
S-a născut la data de 3 decembrie 1933 în localitatea Ceauru, comuna Bălești, județul Gorj, fiind fiul cel mare al vioristului Ion Trohonel-Purcel. Acesta a cântat de mic în formația părinților, unde și-a desăvârșit calitatea de viorist virtuoz. 
Își formează propriul taraf, format în special din rude apropiate și cunoștințe: soția sa, solista și acordeonista Dorina, fratele său, vioristul Vasile Trohonel-Purcel, acordeonista Elena Trohonel, solista și acordeonista Maria Cușlea, bracistul Dumitru Burdulea și basistul Mihai Bălășoiu.
În perioada 1978-1986 a fost angajat la I. M. Rovinari–Poiana, conducând taraful întreprinderii, care avea în componență 9 vioriști, 2 țambaliști, 1 chitarist, 2 acordeoniști, 2 basiști, 1 naist, un fluieraș și 12 soliști vocali. Cu taraful din Rovinari, pe care l-a condus, Cită Purcel a obținut în anul 1984 locul I la concursul național al tarafurilor întreprinderilor industriale miniere. Taraful a cântat la spectacole date în întreprinderi, la case de cultură sau la cămine culturale iar în anul 1986 a evoluat la Chișinău. 
Din 1986 până în 1997, când s-a pensionat, a fost angajat ca instrumentist la Orchestra „Doina Gorjului”, unde a cântat sub bagheta dirijorilor Stelian Ghiocel, Ionel Puia și Marin Ghiocel. Cu această orchestră a participat la numeroase turnee peste hotare, fiind între instrumentiștii evidențiați. 
În anul 1991 a fost premiat la Festivalul „Izvoare fermecate” al tarafurilor și rapsozilor gorjeni, iar în anii 1998 și 2000 a fost premiat la „Festivalul lăutarilor gorjeni” de la Bolboși. Cele mai cunoscute piese din repertoriul său sunt: Sârba lui Purcel, Sârba de la Ceauru, Foaie verde lemn întins, Mândro, când ne iubeam noi, Foaie verde, foaie lată, Ce faci moșule-n grădină.
În formația sa actuală cântă soția Dorina Trohonel (acordeon și voce), fiii Constantin Trohonel (vioară) și Ion Trohonel (vioară), basistul Manu Stricăfer și chitaristul Victor Strinu.

## Legături externe
- Ceata lui Cită Purcel – Melodii gorjenești